# Пастушок рожевоногий
Пастушок рожевоногий (Hypotaenidia insignis) — вид журавлеподібних птахів родини пастушкових (Rallidae).

## Поширення
Ендемік острова Нова Британія у складі Папуа Нової Гвінеї. У минулому цей пастушок був широко поширений по всьому острові, але зараз вид трапляється лише в тропічних лісах, як низинних, так і гірських, на висоті до 1250 м над рівнем моря, особливо вздовж річок і в лісах середньої висоти. У вторинних лісах зустрічається рідше.

## Опис
Оперення верхніх частин тіла і крил червонувато-коричневе, але нижні частини, від горла до підхвістя густо вкриті чорними і білими смужками. Райдужка червона, дзьоб чорний, а ноги рожеві. Хвіст зовні не видно, а крила майже повністю атрофовані, тому вид не може літати. Однак деякі дослідники вважають, що він може здійснювати короткі перельоти.